# Rokkasen
I Rokkasen (六歌仙, "Sei Saggi della Poesia") erano sei poeti di waka, (poesia giapponese caratterizzata da componimenti brevi) vissuti nel primo periodo Heian (平安時代, Heian jidai, 794-1185).
L'appellativo appare per la prima volta nella prefazione in giapponese (ne esiste una in Cinese) del Kokinwakashū (古今和歌集, Raccolta di poesia giapponese antica e moderna, 905), redatta da  Ki no Tsurayuki. Esso si riferisce a sei "poeti celebri del recente passato" per ciascuno dei quali Tsurayuki offre un breve commento critico, menzionando tra le altre cose l'intensità emotiva delle loro opere, eleganza stilistica e raffinatezza nella ricerca estetica.

## Membri
I membri del rokkasen, e le loro poesie totali in Kokin wakashū, sono i seguenti:
- Henjō, 17 poesie
- Ariwara no Narihira, 30 poesie
- Fun'ya no Yasuhide, 1 poesia
- Kisen, 1 poesia
- Ono no Komachi, 18 poesie
- Ōtomo no Kuronushi, 3 poesie

L'idea dei Saggi Poetici continuò ad affascinare i cultori dello waka per tutto il resto del periodo Heian ed anche in epoche successive. Nel 1009-1011, Fujiwara no Kintō compilò un elenco ampliato noto come i Trentasei immortali della poesia, che soppiantò questo elenco di sei. Ciò ha portato alla creazione di elenchi simili basati su questo modello, come le Trentasei poetesse immortali e i Chūko Sanjūrokkasen (Trentasei immortali della poesia del periodo Heian). Tali liste si rivelano oggi un prezioso strumento per comprendere i mutamenti del gusto e della sensibilità estetica nel corso della lunga storia dello waka.